# Bockenem

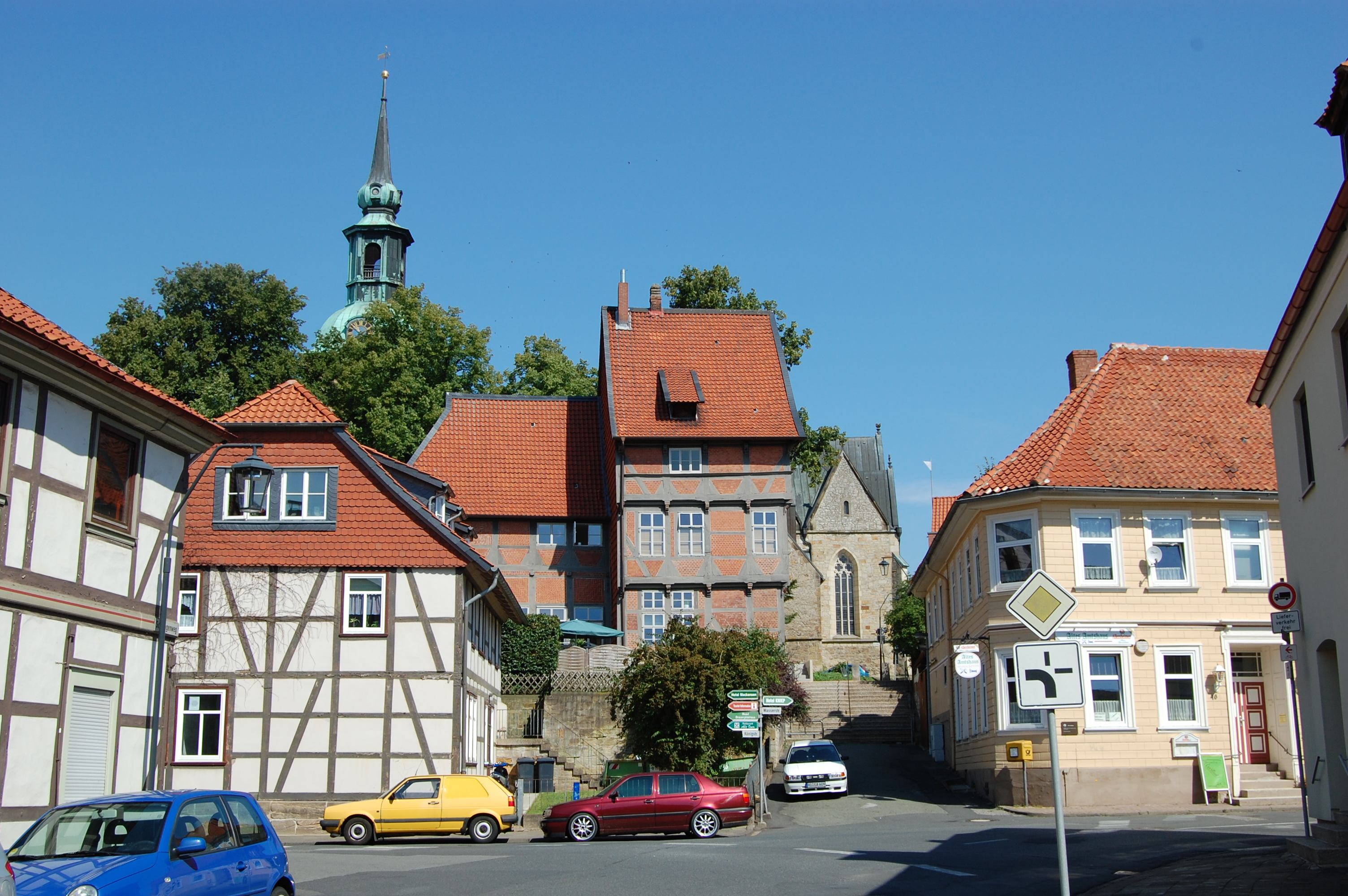

Bockenem là một đô thị ở huyện Hildesheim trong bang, Niedersachsen, Đức, được lập năm 1154. Các đơn vị giáp ranh:
- Jerze
- Königsdahlum
- Bornum
- Mahlum
- Schlewecke
- Ortshausen
- Volkersheim
- Hary
- Störy
- Bönnien
- Werder
- Nette
- Upstedt
- Bültum
- Groß Ilde
- Klein Ilde
- Wohlenhausen

## Kết nghĩa
- Güntersberge, Đức
- Zawadzkie, Ba Lan
- Thornbury, Vương quốc Anh.